# 헤븐리 소드 (영화)
《헤븐리 소드》(영어: Heavenly Sword)는 미국에서 제작된 장권호 감독의 2014년 액션 모험 판타지 성인 애니메이션 영화이다. 애나 토브, 앨프리드 몰리나, 토머스 제인, 애슐리 볼 등이 목소리 출연하였다. 소니와 닌자 시오리가 개발한 2007년 동명의 비디오 게임 헤븐리 소드에 기반을 두었다. 디지털로 개봉하였으며 여러 선별된 지역에서 극장 개봉하였다.

## 줄거리
하늘에서 내려왔던 전사가 남기고 간 검 "헤븐리 소드"를 보호하는 가문 수장의 딸 나리코는 여자라는 이유만으로 아버지 셴으로부터 실패작으로 여겨져왔다. 하지만 뛰어난 전투 실력을 선보인 뒤 헤븐리 소드를 없애려고 하는 보한 왕으로부터 검을 지키는 임무를 맡게 된다.   

## 목소리 출연
- 애나 토브 - 나리코 역
- 앨프리드 몰리나 - 보한 왕 역
- 토머스 제인 - 로키 역
- 애슐리 볼 - 카이 역
- 배리 데넌 - 예언자 타카시 / 플라잉 폭스 역
- 놀런 노스 - 셴 / 쿄 / 로치 역

## 같이 보기
- 비디오 게임을 원작으로 한 영화 목록